# Orquestra Sinfônica do Teatro da Paz
A Orquestra Sinfônica do Teatro da Paz (OSTP) foi criada em 16 de dezembro de 1996 em Belém (PA) na Secretaria Executiva de Cultura (Governo do Estado do Pará), para realizar concertos mensais no Theatro da Paz. Possui em torno de 60 músicos, os quais são profissionais neste ramo.
Foi regido por maestro: Andi Pereira (RS); Barry Ford (USA); Matheus Araújo (SP), e; Enaldo Oliveira (PA); Desde 2005, vem sendo conduzida desde 2011 pelo maestro titular Miguel Campos Neto (PA).

## Solistas
Como solistas atuaram: Arnaldo Cohen, Arthur Moreira Lima, Miguel Proença, Emmanuele Baldini, Antonio Del Claro, Adriane Queiroz e Atalla Ayan.

## Discografia
Em 1999, gravou o primeiro CD intitulado: "Arthur Moreira Lima interpreta Waldemar Henrique", com a participação dos musicistas Serguei Firsanov, Tynnôko Costa e Luiz Pardal.
Em 2008, gravou o primeiro DVD.